# Уједињени савез антифашистичке омладине Југославије
Уједињени савез антифашистичке омладине Југославије (УСАОЈ; словен. Združene zveza antifašistične mladine Jugoslavije, мкд. Обединетиот сојуз на Антифашистичката младина на Југославија) је био масовна антифашистичка организација омладине Југославије, која је деловала у оквиру Народноослободилачког покрета Југославије (НОП). Основан је на Првом конгресу Антифашистичке омладине Југославије, одржаном 27-29. децембра 1942. у Бихаћу, на Трећем конгресу, одржаном 1946. у Загребу променио је назив у Народна омладина Југославије (НОЈ), а на Четвртом конгресу, одржаном 1948. године у Београду он је уједињен са Савезом комунистичке омладине Југославије (СКОЈ). У оквиру УСАОЈ-а је настао и деловао и Савез пионира Југославије.

## Историјат

### Оснивање
Прве омладинске антифашистичке организације у Југославији почеле су се стварати одмах по избијању устанка, у лето 1941. године. Основни задатак њиховог стварања био је ангажовање омладине у борби против окупатора, а први организатори ових организација били су чланови Савеза комунистичке омладине Југославије и њихови симпатизери. Први организациони облици ових организација су биле основне организације и одбори у селима, општинама, срезовима и окрузима, који су уједињавани у савезе покрајина (каснијих република СФРЈ). Због различитог темпа устанка, развој омладинских антифашистичких организација није био исти у свим крајевима Југославије.
На првим ослобођеним територијама постигнути су велики успеси у организовању омладинских организација и ангажовању омладине у Народноослободилачком покрету. У току октобра и новембра 1941. године на ослобођеној територији „Ужичке републике“ одржане су конференције омладине у Ужицу и Чачку и основан „Народноослободилачки омладински савез Србије“. На Покрајинској конференцији одржаној у Пиперима, 30. новембра 1941. године, створена је „Антифашистичка омладина Црне Горе и Боке“, у којој је тада било окупљено око 15.000 омладинаца. У току јесени 1941. године формирани су и омладински савези на Мајевици, Романији, Фочи и Калиновику, као и срески и окружни одбори на ослобођеној територији Херцеговине, а нешто касније и у Босанској крајини. Уједињењем ових организација у Босни и Херцеговини је створен „Народноослободилачки омладински савез Босне и Херцеговине“. На територији Хрватске формиран је „Савез младе генерације Хрватске“, а до краја 1942. године на Банији, Лици и Кордуну одржане су среске и окружне омладинске конференције, а у Далмацији је формиран Иницијативни одбор. У Словенији је у јесен 1941. године основан „Омладински ослободилачки фронт“ (словен. Mladinska osvobodilna fronta), који је у току 1942. прерасато у масовну организацију, која је 1943. године променила назив у „Савез словенске омладине“ (словен. Zveza slovenske mladine). Због кашњења устанка у Македонији, организације „Савеза антифашистичке омладине Македоније“ (мкд. Антифашистички младински сојуз на Македонија) почињу да се стварају тек 1943. године.

### Први конгрес
Први конгрес Антифашистичке омладине Југославије одржан је од 27. до 29. децембра 1942. у Бихаћу. На овом конгресу су сви омладински антифашистички савези уједињени у јединствену организацију Уједињени савез антифашистичке омладине Југославије. У УСАОЈ је тада укључен и Савез комунистичке омладине Југославије (СКОЈ), али је он и даље наставио да делује самостално.
Одлуку о сазивању Конгреса донео је Централни комитет Савеза комунистичке омладине Југославије уз сагласност Централног комитета Комунистичке партије Југославије. На конгресу је присуствовало 365 делегата, од чега 123 из војних јединица. Осим делегата из позадине и војске, било је и по један делегат из Загреба, Сушака и Мостара, а из Црне Горе и Бање Луке по два делегата. Конгресу нису присуствовали делегати из Словеније, јер их је у томе спречило отпочињање окупаторске офанзиве, као и делегати из Македоније, због тешкоћа путовања.
Конгрес је отворио Врховни командант НОВ и ПОЈ Јосип Броз Тито. На Конгресу су поднета три реферата - Омладина у борби против фашистичких исребљивача народа Ратка Дугоњића, Јединство омладине свих јужнословенских народа и оружано братство с омладином Совјетског Савеза - залог побједе Драга Теслића и Омладина и сутрашњица наше домовине Љубинке Бубе Милосављевић. У току рада, на Конгресу су се обратили многи делегати, међу којима и борац-бомбаш Друге пролетерске бригаде Бошко Буха, народни херој.
На конгресу је изабран и Земљаски одбор УСАОЈ као јединствено централно руководство омладине Југославије, који је на својој првој седници изабрао као своје извршно и оперативно тело — Секретеријат, у чијем су саставу били: Стане Кавчич, Славко Комар, Милијан Неоричић, Неда Маровић и Гроздана Белић. На челу Земљског одбора УСАОЈ налазио се Иво Лола Рибар, секретар Централног комитета СКОЈ-а. На крају рада Конгрес је усвојио Резолуцију и упутио прогласе — Омладини свих народа Југославије, Омладини поробљених земаља Европе и поздраве омладини Совјетског Савеза, Енглеске и Америке, као и омладини југословенских исељеника у Америци и свим организацијама и институцијама Народноослободилачког покрета (НОП).
Резолуцијом, коју је донео Први конгрес, одређен је организациони принцип по коме се УСАОЈ састојао из Земаљског одбора, националних и обласних одбора, окружних, среских, општинских и месних организација, а основу његове организације и активности сачињавале су радне чете, омладински домови, савези пионира, културне омладинске групе и друге организације, које су већ постојале у појединим местима. Основни циљ УСАОЈ био је да уједини и организује све снаге младе генерације у службу Народноослободилачког покрета, а да би се то остварило задаци УСАОЈ и свих његових саставних организација били су:
- рад на све широј мобилизацији нових бораца у НОВ и ПОЈ
- организовање живота и рада омладине у ослобођеним крајевима у корист фронта, организовање акција за снабдевање јединица НОВ и ПОЈ храном, одећом, обућом и др.
- остваривање најуже сарадње са Антифашистичким већем народног ослобођења Југославије (АВНОЈ) и Народноослободилачким одборима на организовању друштвеног, привредног и културног живота на ослобођеним територијама, просвећивању народа, здравственој заштити становништва и др.
- организовање култирно-просветног и политичког рада међу омладином
- организовање забавног и спортског живота омладине и на предвојничком образовању најмлађе генерације
- организовање Савеза пионира и рад са децом

Оснивањем Уједињеног савеза антифашистичке омладине Југославије, све омладинске организације створене у појединим деловима Југославије, које су имале различите називе добиле су јединствен назив - УСАО Босне и Херцеговине, УСАО Хрватске, УСАО Србије, УСАО Црне Горе и др.

### Рад између конгреса
Оснивање Уједињеног савеза антифашистичке омладине Југославије имало је велики значај за даље ангажовање омладине у Народноослободилачкој борби, током 1943. и 1944. године. Организације УСАОЈ-а створене су у свим оним крајевима, где пре конгреса, нису постојале. Истовремено, у Хрватској, Словенији, Црној Гори и Македонији одржани су национални конгреси и изабрана земаљска руководства УСАОЈ-а — маја 1943. у селу Бублици, код Прокупља, одржана је Прва обласна конференција УСАОЈ-а за лесковачки округ, на којој је изабрано руководство УСАО Србије; 28. јуна 1943. у Оточцу је одржана Прва покрајинска конференција УСАО Хрватске на којој је формиран и Главни одбор УСАОХ-а; у току септембра у Војводини је образован Привремени покрајински одбор УСАОЈ-а за Војводину; 20. септембра одржана је Обалсна конференција УСАО Босне и Херцеговине за Босанску крајину; Први конгрес УСАО Црне Горе и Боке одржан је 25. новембра у Колашину, на ком је изабран Земаљски одбор и његов Секретеријат.
Политички и културно-просветни рад УСАОЈ-а је свакодневно постајао све садржајнији, а покренуто је и више омладинских листова - „Ми млади“ орган Земаљског одбора УСАОЈ-а, „Ријеч омладине“ у Босни и Херцеговини, „Омладински покрет“ у Црној Гори, „Омладински борац“ у Хрватској, „Младина“ у Словенији, „Ми млади“ у Србији др. Поред ових листова излазио је и велики број обласних и среских органозација УСАОЈ-а, као и велики број војних омлаиднских листова. У мају 1944. године Уједињени савез антифашистичке омладине Југославије имао је око 500.000 чланова, а у редовима НОВ и ПОЈ борило се око 200.000 омладинаца. До тада у Народноослободилачкој борби погинуло је око 50.000 омладинаца.

### Други конгрес
Други конгрес Уједињеног савеза антифашистичке омладине Југославије одржан је у одлобођеном Дрвару, од 2. до 4. маја 1944. године. Конгресу је присуствовало 816 изабраних делегата (582 младића и 234 девојке) из свих крајева Југославије, са ослобођених и неослобођених територија и из јединица НОВ и ПОЈ. По националној структури, делегати конгреса су били - Срби 398, Хрвати 218, Словенци 96, Муслимани 57, Црногорци 32, Македонци 2, Италијани 13 (припадници италијанских јединица у саставу НОВЈ), Јевреји 4, Чеси 2, Словаци 2, Пољаци 1, Руси 1, Мађари 1, а по социјалном саставу - сељаци 350, радници 216, интелектуалци и ђаци 239 и других професија 11. Народноослободилачку војску Југославију предстваљало је 388 делегата - бораца, командира и политичких комесара, а организације са терена 428 делегата. Овака састав делегација показује да је на конгресу била заступљена целокупна омладина Југославије. Делегати из Македоније, услед удаљености и временских услова, нису могли да дођу.
Конгрес је отворио Врховни командант НОВ и ПОЈ Јосип Броз Тито, који је у свом говору одао признање омладини за испољени хероизам у борби против окупатора. На конгресу су писуствовали и представници других организација Народноослободилачког покрета, као и гости из иностранства. У току рада конгреса поднета су три реферата - „Омладина и стварање Демократске Федеративне Југославије“, „Удио омладине у ослободилачком рату Југославије“, „Јединство омладине у борби против окупатора - први и најважнији задатак“. На конгресу су, као и на Првом, говорили омладинци и омалдинке из свих крајева Југославије. Они су износили искуства стечена у ради и борби, о неустаршивости, пожртвовању и храбрости младих бораца и омладине на терену.
Конгрес је донео Резолуцију и упутио проглас омладини Југославије и омладини свих земаља и поздравне телеграме омладини Совјетског Савеза, Уједињеног Краљевства, Сједињених Америчких Држава и југословенској омладини у САД. У Резолуцији омладини Југославије Конгрес је поставио следеће задатке:
- даља мобилизација омладине у јединице НОВ и ПОЈ
- пружање подршке Антифашистичком већу народног ослобођења Југославије (АВНОЈ), Националном комитету ослобођења Југославије (НКОЈ) и Народноослободилачким одборима
- привлачење и активирање у Народноослободилачки покрет и оног дела омладине који је још по страни или се колеба
- појачавање рада са омладином у још неослобођеним крајевима
- даље развијање устаљених облика рада и прилагођавање новим условима рада и захтевима борбе

На конгресу је одлучено да основни организацијски облик УСАОЈ-а буду одбори, који ће окупљати сву омладину једог места и тако је ангажовати у решавању свих питања из живота и рада омладинских организација и становништва са својих територија и места. Конгрес је изабрао и Централни одбор од 50 чланова, а у Секретаријат Централног одбора изабрано је 13 чланова: Ратко Дугоњић, Стане Кавчич, Славко Комар, Милијан Неоричић, Михаило Швабић, Брана Петровић, Нада Маровић, Гроздана Бјелић, Љиљана Чаловска, Стојан Бјелајац, Вељко Милатовић, Џевад Миџић и Габријел Гашпаревић. Пошто је дотадашњи председник Земаљског одбора УСАОЈ-а Иво Лола Рибар, погинуо новембра 1943. године, за новог председника Централног одбора изабран је Ратко Дугоњић. Делегати конгреса једногласно су прихватили текст Заклетве омладине другу Титу, који је гласио:
| „ | Друже Тито, заклињемо се чашћу, напорима, жртвама и будућношћу народа и наше омалдине да нећемо жалити ни своје животе ни снаге у борби за слободу, у борби за савест, част и будућност сваког омладинца и омалдинке Југославије. Заклињемо се патњама и надама наших народа и наше омладине да нећемо жалити ни своје животе, ни своје снаге у борби против намчких џелата и свих домаћих непријатеља јединства и слободе наших народа - у борби за гвоздено и свеобухватно јединство јужнословенске омладине за нову Демократску Фередалну Југославију. Овај наш завет је наша најпунија захвалност теби за све оно што си учинио за наше народе и омладину. Наше дело на које се заветујемо, то је најбољи пут службе интересима отаџбине и интересима младог нараштаја словенства и свих уједињених нација. За дело и живот друга Тита стоји читава омалдина Југославије као један бораца. | ” |

Уједињени савез антифашистичке омладине Југославије одликован је 18. новембра 1944. Орденом народног ослобођења.

### Народна омладина Југославије
Крајем 1944. и почетком 1945. године одржани су конгреси Покрајинских организација Уједињеног савеза антифашистичке омладине Југославије, који су му одредили место и улогу у обнови земље и изградњи нове државе и извршили мобилизацију омладине на тим задацима. Завршетком Народноослободилачког рата УСАОЈ је постепено почео да напушта форме рада и деловања створене ратном праксом. Организацијама УСАОЈ-а су постављен јасни задаци деловања у школама, пионирским организацијама, предузећима, на селу, у фискултурном покрету и др. Средином 1945. године Централни одбор УСАОЈ-а је донео одлуку о стварању Народне школске омладине, што је омогућило да се створи још снажнији утицај на школску омладину. Чланови УСАОЈ-а су активно учествовали у кампањи током новембарских избора 1945. године за Уставотворну скуптину.
Таквом степену развитка није одговарало старо име организације, које је на Трећи конгресу УСАОЈ-а, одржаном од 11. до 15. маја 1946. године у Загребу, промењено у Народна омладина Југославије (НОЈ). Овом конгресу присуствовало је 1.485 делегата, а као гост и маршал Јосип Броз Тито. Овај конгрес је разматрао основне задатке омладине, даље проширење и јачање организације, учешће омладине у изградњи земље и васпитавање чланства на принципима марксизма-лењинизма. Конгрес је одлучио да се од 1. до 8. јуна одржи „омладинска недеља“ и усвојио нови Статут организације. На конгресу је изабран нови Централни одбор са 101 чланом, као и Председништво и Секретеријат Централног одбора. За председника Народне омладине Југославије изабран је Ратко Дугоњић.

## Омладинци народни хероји
Неки од младих бораца Народноослободилачке војске и партизанских одреда Југославије и чланова Уједињеног савеза антифашистичке омладине Југославије, који су одликовани Орденом народног хероја:
- Јелисавета Андрејевић стрељана 1943, 20 година
- Киро Атанасовски погинуо 1944, 21 година
- Перса Босанац погинула 1943, 21 година
- Милка Боснић погинула 1944, 16 година
- Коста Боснић погинуо 1944, 21 година
- Марија Бурсаћ погинула 1943, 23 године
- Бошко Бухапогинуо 1943, 17 година
- Марија Видовић погинула 1942, 18 година
- Јожа Влаховић члан ЦК СКОЈ-а, погинуо 1941, 25 година
- Славољуб Вуксановић погинуо 1943, 22 године
- Нада Димић убијена 1942, 19 година
- Милан Илић погинуо 1942, 21 година
- Саво Јовановић Сирогојно погинуо 1944, 18 година
- Олга Јовичић погинула 1942, 22 године
- Милка Керин Похорска погинула 1944, 21 година
- Миланка Кљајић погинула 1943, 19 година
- Славко Комар члан Секретеријата ЦО УСАОЈ-а
- Милка Куфрин председница УСАО Хрватске
- Дане Мајсторовић погинуо 1944, 22 године
- Војислав Манојловић погинуо 1944, 19 година
- Јелица Машковић погинула 1942, 18 година
- Луне Миловановић члан ЦО УСАОЈ-а, погинуо 1944, 23 године
- Даница Милосављевић члан ГО УСАО Србије
- Вера Мишчевић погинула 1944, 19 година
- Милан Муњас погинуо 1943, 20 година
- Нада Наумовић стрељана 1941, 19 година
- Ђорђе Никшић председник УСАО Војводине
- Љубица Поповић погинула 1942, 21 година
- Драгица Правица стрељана 1941, 23 године
- Лепа Радић стрељана 1943, 17 година
- Иво Лола Рибар секретар ЦК СКОЈ-а, погинуо 1943, 27 година
- Будо Томовић председник УСАО Црне Горе и Боке, погинуо 1942, 28 година
- Мајда Шилц погинула 1944, 21 година
- Радмила Шишковић умрла 1943, 20 година
- чланови Окружног комитета СКОЈ-а за Дрвар, погинули 25. маја 1944.